# Manuel Bompard
Manuel Bompard (ur. 30 marca 1986 w Firminy) – francuski polityk i matematyk, jeden z liderów Partii Lewicy (PG), koordynator Niepokornej Francji (LFI), poseł do Parlamentu Europejskiego IX kadencji, deputowany krajowy.

## Życiorys
Absolwent szkoły inżynierskiej w Grenoble, w 2011 złożył pracę doktorską z matematyki stosowanej na Université de Nice – Sophia Antipolis. Podjął pracę w startupie z sektora lotniczego w Ramonville-Saint-Agne.
Od 2008 związany z inicjatywami politycznymi Jeana-Luca Mélenchona, dołączył wówczas do powołanej przez niego Partii Lewicy. W 2010 został jednym z sekretarzy krajowych tego ugrupowania. W 2014 kierował kampanią wyborczą lidera PG do Europarlamentu. W 2017 był dyrektorem kampanii prezydenckiej Jeana-Luca Mélenchona, który w wyborach zajął czwarte miejsce z wynikiem niespełna 20% głosów. Został też koordynatorem kampanii wyborczych ruchu politycznego LFI, stając się tym samym jednym z jego liderów. Sam nie uzyskał jednak mandatu deputowanego w wyborach w 2017, przegrywając w drugiej turze głosowania.
W lipcu 2018 został wskazany jako główny (obok Charlotte Girard) kandydat LFI w wyborach europejskich w 2019. Na ostatecznej liście kandydatów z grudnia 2018 zajął drugie miejsce za Manon Aubry. W wyniku tych wyborów uzyskał mandat eurodeputowanego IX kadencji.
W wyborach w 2022 z ramienia lewicowej koalicji został wybrany do Zgromadzenia Narodowego. Z powodzeniem ubiegał się o reelekcję w 2024.